# HMS Vetch (K132)
«Ветч» (K132) (англ. HMS Vetch (K132) — військовий корабель, корвет типу «Флавер» Королівського військово-морського флоту Великої Британії за часів Другої світової війни.
Корвет «Ветч» був закладений 15 березня 1941 року на верфі компанії Smiths Dock Co. у Мідлсбро. 27 травня 1941 року він був спущений на воду, а 11 серпня 1941 року увійшов до складу Королівських ВМС Великої Британії.
Корабель брав участь у бойових діях на морі в Другій світовій війні, бився у Північній Атлантиці, на Середземному морі, біля берегів Франції, Англії, супроводжував атлантичні конвої. В ході війни служив у ескортних групах супроводження транспортних конвоїв та був одним з протичовнових кораблів, на рахунку якого знищення самостійно або у складі групи двох підводних човнів противника: U-252 і U-414.

## Історія служби
У жовтні 1941 року «Ветч» був приписаний до 36-ї ескортної групи (36 EG), яка базувалася в Ліверпулі, і входила до складу сил Командування Західних підходів. Між 20 серпня та 4 вересня корабель пройшов ходові випробування в Тоберморі. З 13 по 27 вересня 1941 року корвет виконував перше завдання - супроводження конвою OG 74, який включав 27 суден плюс перший ескортний авіаносець «Одасіті» (перероблене на авіаносець трофейний німецьке вантажне судно «Ганновер») та судно Corinthian, яке згодом продовжило рух до Південної Атлантики.
До складу ескорту конвою OG 74, крім «Ветч», входили також шлюп «Дептфорд» та інші корвети («Арбутус», «Меріголд» і «Пенстемон»). Конвой був помічений ворожим підводним човном 20 вересня, який стежив за конвоєм і повідомив про його розташування в штаб флоту. Літак з «Одасіті» змусив цей підводний човен зануритися, і він був атакований «Дептфордом» і «Арбутусом» (згодом їх замінили міноносці, що приєдналися до конвою). Інші підводні човни тепер були поринули на конвой, два торгових судна були потоплені, а під час аварійного повороту чотири торгові судна відокремилися від конвою. 21 вересня німецький далекобійний літак Fw 200 «Кондор» виявив конвой, розбомбив і потопив Walmer Castle. «Одасіті» запустив літак «Матліт», якому вдалося збити німецький літак.
14 квітня 1942 року, рухаючись разом із конвоєм OG 82, британські шлюп «Сторк» та корвет «Ветч» виявили південно-західніше Ірландії німецький підводний човен U-252, який атакували глибинними бомбами та затопили. Всі 44 члени екіпажу ворожого човна загинули разом із командиром капітан-лейтенантом Кай Лерхеном.
Після розформування 36-ї ескортної групи в червні 1942 корвет продовжив службу в інших групах до 1944 року. 25 травня 1943 року під час супроводу конвою в Алжир «Ветч» знищив підводний човен U-414 на північний захід від Орана. Під час Сицилійської операції прикривав транспортні судна союзників, охороняючи конвої з запасами.